# Vladimír Hudáček
Vladimír Hudáček (* 28. října 1971) je bývalý český hokejový brankář, účastník mistrovství světa v ledním hokeji v roce 2000 a 2001.

## Prvenství
- Debut v ČHL - 21. září 1993 (HC Sparta Praha proti HC Vajgar Jindřichův Hradec)
- První inkasovaný gól v ČHL - 21. září 1993 (HC Sparta Praha proti HC Vajgar Jindřichův Hradec, českým útočníkem Pavlem Geffertem)
- První čisté konto v ČHL - 20. března 1994 (HC Vajgar Jindřichův Hradec proti HC Škoda Plzeň)

## Ocenění a úspěchy
- 2001 ČHL - Nejúspěšnější brankář v playoff %

## Rekordy

### česká extraliga
- nejdelší neprůstřelnost inkasovaného gólu: 262 minut a 51 sekund (1999-00) [1]
- nejvíce zásahů potřebných k nule v playoff: 55 zásahů (2000-01) [2]

## Reprezentace
|                                   | Rok         | Celkem | Soupisky                          |
| --------------------------------- | ----------- | ------ | --------------------------------- |
| Mistrovství světa v ledním hokeji | 2000 · 2001 | 2x     | Soupiska MS 2000 Soupiska MS 2001 |